# Ілім (Нерчинський район)
Ілі́м (рос. Илим) — село у складі Нерчинського району Забайкальського краю, Росія. Адміністративний центр та єдиний населений пункт Ілімського сільського поселення.

## Населення
Населення — 665 осіб (2010; 795 у 2002).
Національний склад (станом на 2002 рік):
- росіяни — 96 %